# Haus Lindenberg

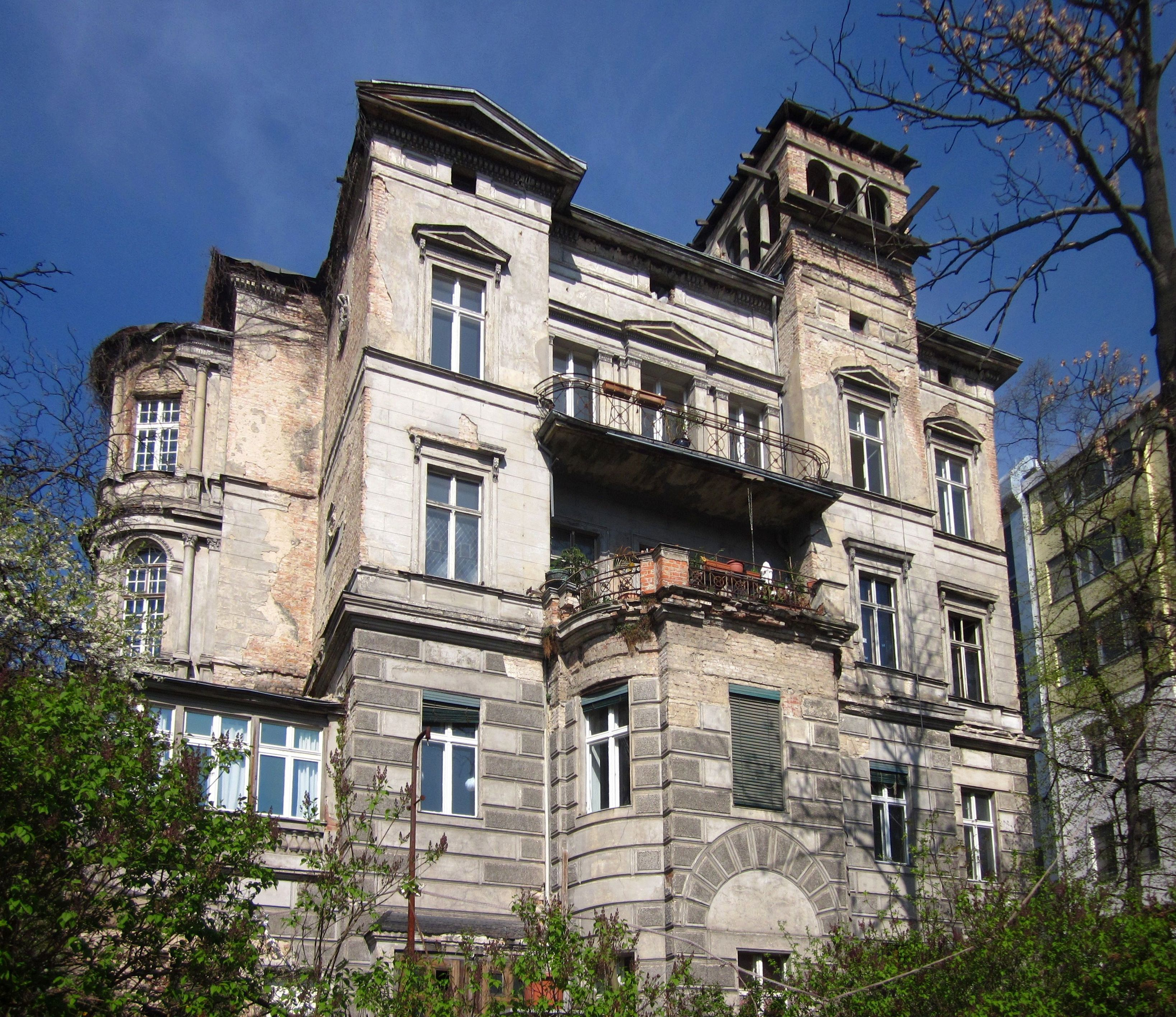
Haus Lindenberg, Gartenseite zur Straße Wilhelmshöhe

Das denkmalgeschützte Haus Lindenberg befindet sich in der Methfesselstraße 23 und 25 des Berliner Ortsteils Kreuzberg. Die 1874 fertiggestellte Villa ist das einzige im Originalzustand erhaltene Gebäude der ehemaligen Villenkolonie Wilhelmshöhe am Osthang des Kreuzbergs. Die nach dem Bauherrn, dem Kaufmann Ernst Lindenberg, benannte gründerzeitliche Stadtvilla liegt am östlichen Rand des Viktoriaparks.

## Villenkolonie Wilhelmshöhe

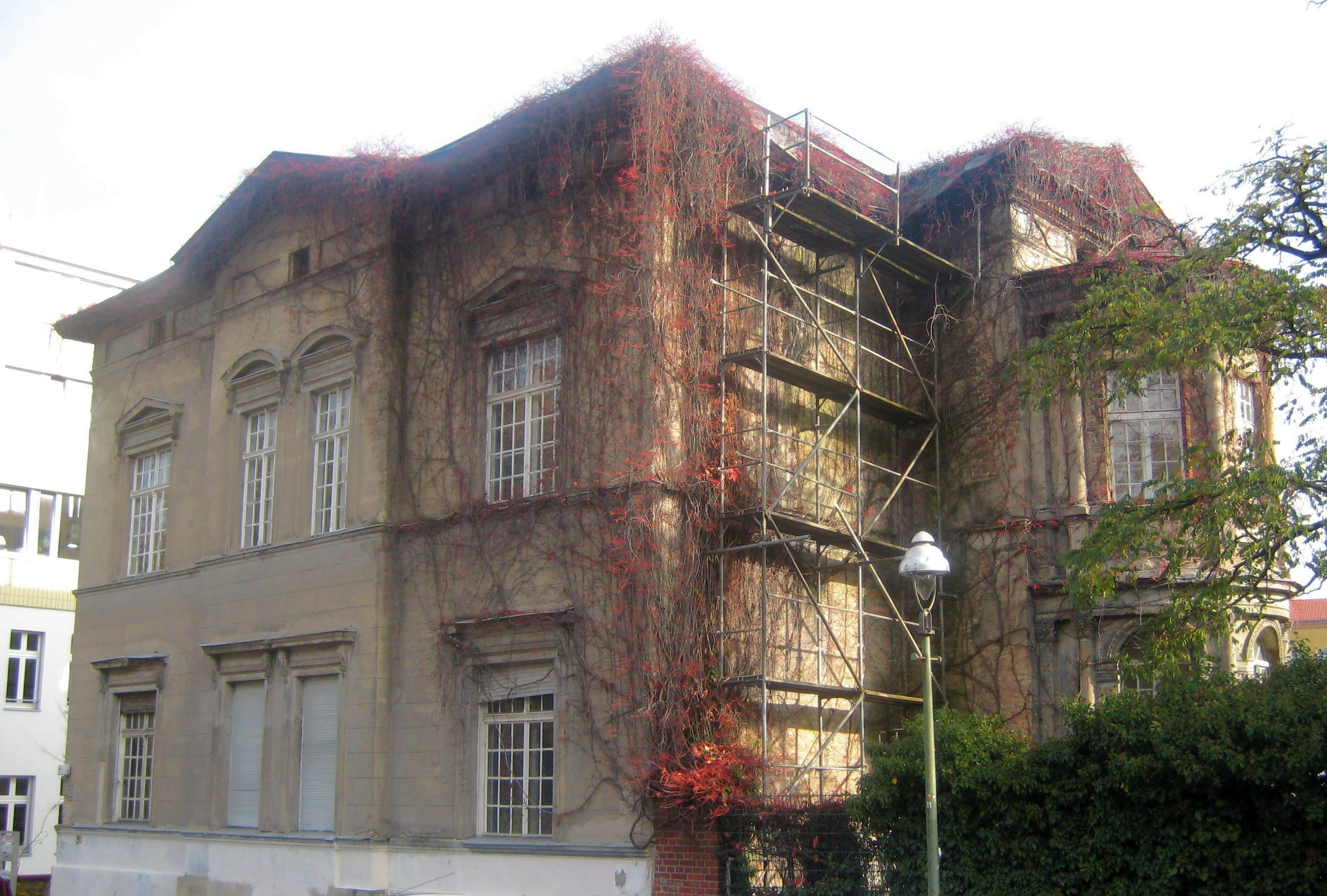
Haus Lindenberg, Gebäudeseite entlang der Methfesselstraße

Die Villenkolonie wurde ab 1871 von der Villen-Sozietät Wilhelmshöhe errichtet, in der sich 22 Berliner Familien zusammengeschlossen hatten. Initiatoren des Bauprojekts waren der Geheime Finanzrat Kühnemann und der Kaufmann Paul Pinkus Munk. Als Standort wurde öffentliches Gelände westlich des südlichen Teils der Belle-Alliance-Straße (heute: Mehringdamm) gewählt, das bis dahin unter anderem militärisch genutzt worden war. Außerdem befand sich dort eine Sandgrube, in der sich die Berliner mit weißem Sand versorgten. Gemäß der Planung sollten ursprünglich 40 Villen auf dem Gelände gebaut werden. Nach den Entwürfen der Architekten Wilhelm Böckmann und Hermann Ende entstand dann ein Komplex mit tatsächlich 20 Villen.
In der zu Ehren von Kaiser Wilhelm I. nach dessen Schloss Wilhelmshöhe bei Kassel benannten, eleganten Villenkolonie lebten Fabrikanten, Gardeoffiziere und Beamte.

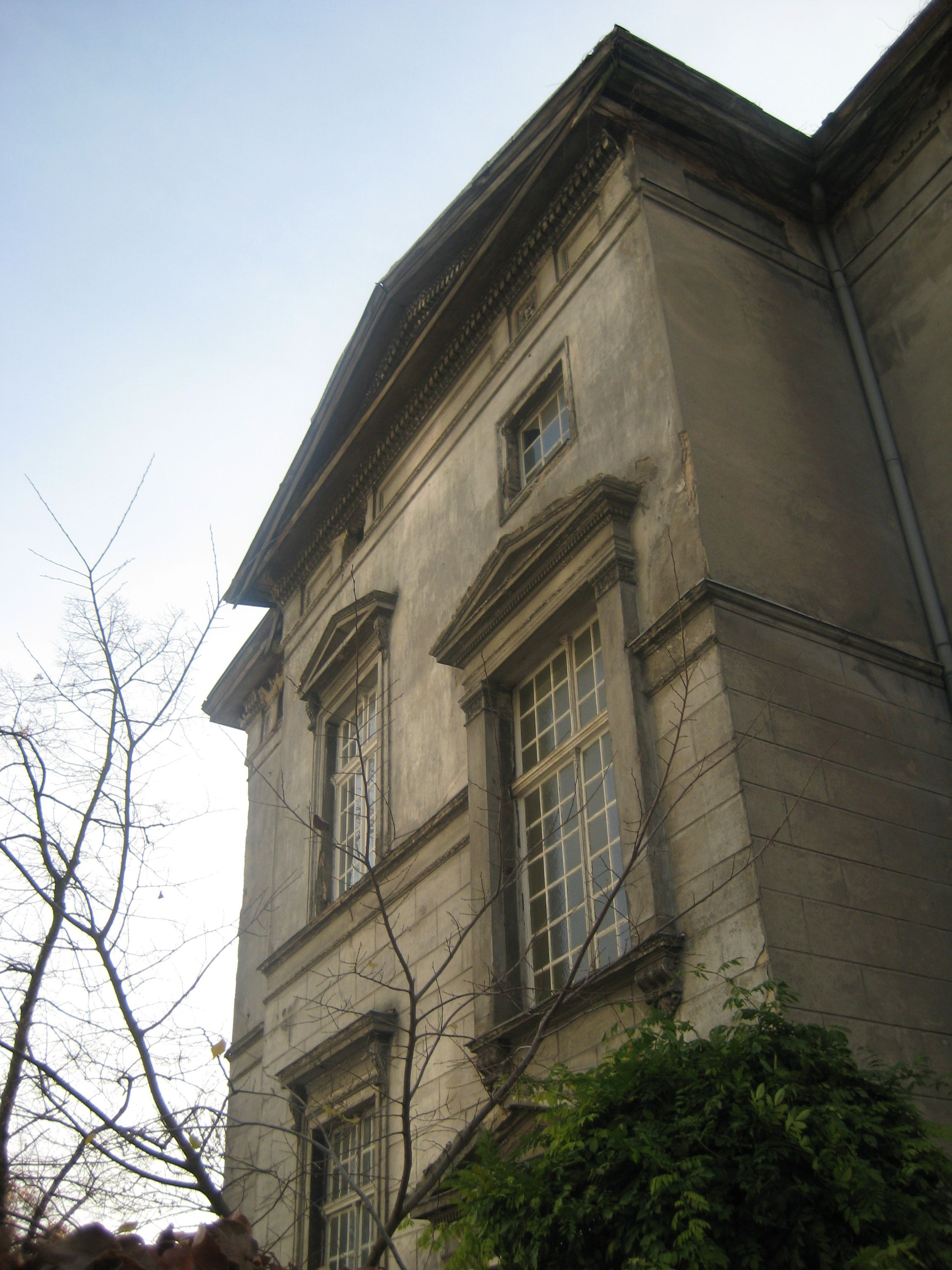
Die nördliche Fassade

Zu der eigens angelegten, mit Gittertor versperrten Privatstraße Wilhelmshöhe hatten nur befugte Personen Zutritt. Der für Berliner Verhältnisse steile östliche Hang des Kreuzbergs erlaubte dabei auch die Anlage von Freitreppen in den von dieser Straße aus aufsteigenden prachtvollen Gartenanlagen.
Außer dem Haus Lindenberg existieren heute nur noch zwei weitere Villen der ehemaligen Kolonie; bei Sanierungsmaßnahmen sind deren Fassaden allerdings modernisiert worden.

## Gebäude und heutige Nutzung
Beim Haus Lindenberg handelt es sich um eine reich verzierte Villa, entworfen von dem Architekten E. Becher. Zur Methfesselstraße hin ist sie zwei-, zum Garten hin viergeschossig. Das Gebäude trug ursprünglich die Hausnummer Wilhelmshöhe 11. Erhalten geblieben ist ein Rest der dazugehörigen Gartenanlage mit Freitreppe und alten Bäumen.
Das Haus Lindenberg war bis 2013 Sitz des 2006 gegründeten Literaturhauses Lettrétage, das Lesungen, kleinere Theateraufführungen und Kunstausstellungen an verschiedenen Orten organisiert. In dem Gebäude ansässig war außerdem die 23|5 Filmproduktion von Regisseur, Produzent und Drehbuchautor Hans-Christian Schmid. Aktuell steht es leer, Sanierung und Verkauf sind geplant.